# Obelisk v Paříži
Obelisk v Paříži je obelisk, který se nachází uprostřed náměstí Place de la Concorde v Paříži. Pochází z chrámu v Luxoru v Egyptě a do Francie byl převezen v 19. století jako dar egyptského místokrále Muhammada Alího francouzskému králi Ludvíku Filipovi. Obelisk je nejstarší stavbou v Paříži.

## Historie
Obelisk vznikl za vlády faraóna Ramsese II. (1279–1213 př. n. l.) a obsahuje hieroglyfy oslavující jeho vládu. Dvojice obelisků byla původně umístěna u vstupu do chrámu v Luxoru. Na přelomu roku 1829 a 1830 dva obelisky stojící před chrámem daroval místokrál Egypta Muhammad Alí Francii a jejímu králi Karlu X., ale nakonec byl převezen pouze pravý (při pohledu čelem k chrámu). Červencová revoluce v roce 1830 sice znamenala výměnu panovníků ve Francii, ale Muhammad Alí potvrdil rozhodnutí o daru v listopadu 1830. Jean-François Champollion byl pověřen králem Ludvíkem Filipem vybrat první ze dvou obelisků darované Francii.
Pro převoz bylo najmuto speciální plavidlo, které vyplulo z Toulonu v dubnu 1831 a dorazilo k Nilu v srpnu téhož roku. V prosinci byl obelisk naložen na loď a v srpnu 1832 se plavil zpět po Nilu. Návrat do Toulonu proběhl v květnu 1833 a v srpnu 1834 byl po Seině dopraven do Paříže. Ludvík Filip rozhodl již v roce 1833 o jeho umístění uprostřed Place de la Concorde. Pomník byl s velkou slávou vztyčen 25. října 1836. Práce vedl inženýr Apollinaire Lebas za pomoci zvedacích zařízení a obrovského vratidla. Ludvík Filip se svou rodinou sledoval tuto operaci pouze diskrétně z okna hotelu de la Marine. Bylo to jeho první veřejné vystoupení od pokusu o atentát 25. června 1836 a navíc nechtěl riskovat výsměch v případě nezdaru operace. Teprve poté, co byl obelisk usazen na podstavec, se král objevil na balkóně.
Výměnou za obelisky Francie nabídla Egyptu hodiny, které nyní zdobí citadelu v Káhiře. Druhý obelisk darovaný Francii, který však zůstal stát na svém místě v Luxoru, symbolicky vrátil Egyptu zpět prezident François Mitterrand během svého prvního volebního období.

## Popis
Obelisk je vyroben z růžové žuly z Asuánu, je 23 metry vysoký a váží 230 tun. Vrchol obelisku je zakončen pyramidální špicí z bronzu pokrytou zlatem, která byla doplněna v květnu 1998.
Obelisk stojí na vysokém podstavci. Vzhledem k technickým možnostem té doby byla doprava obelisku značně komplikovaná. Na podstavci obelisku se nachází technický nákres způsobu přepravy a jeho vztyčení. Původní starověký podstavec zdobený paviány je uložen v Louvru.

## Galerie

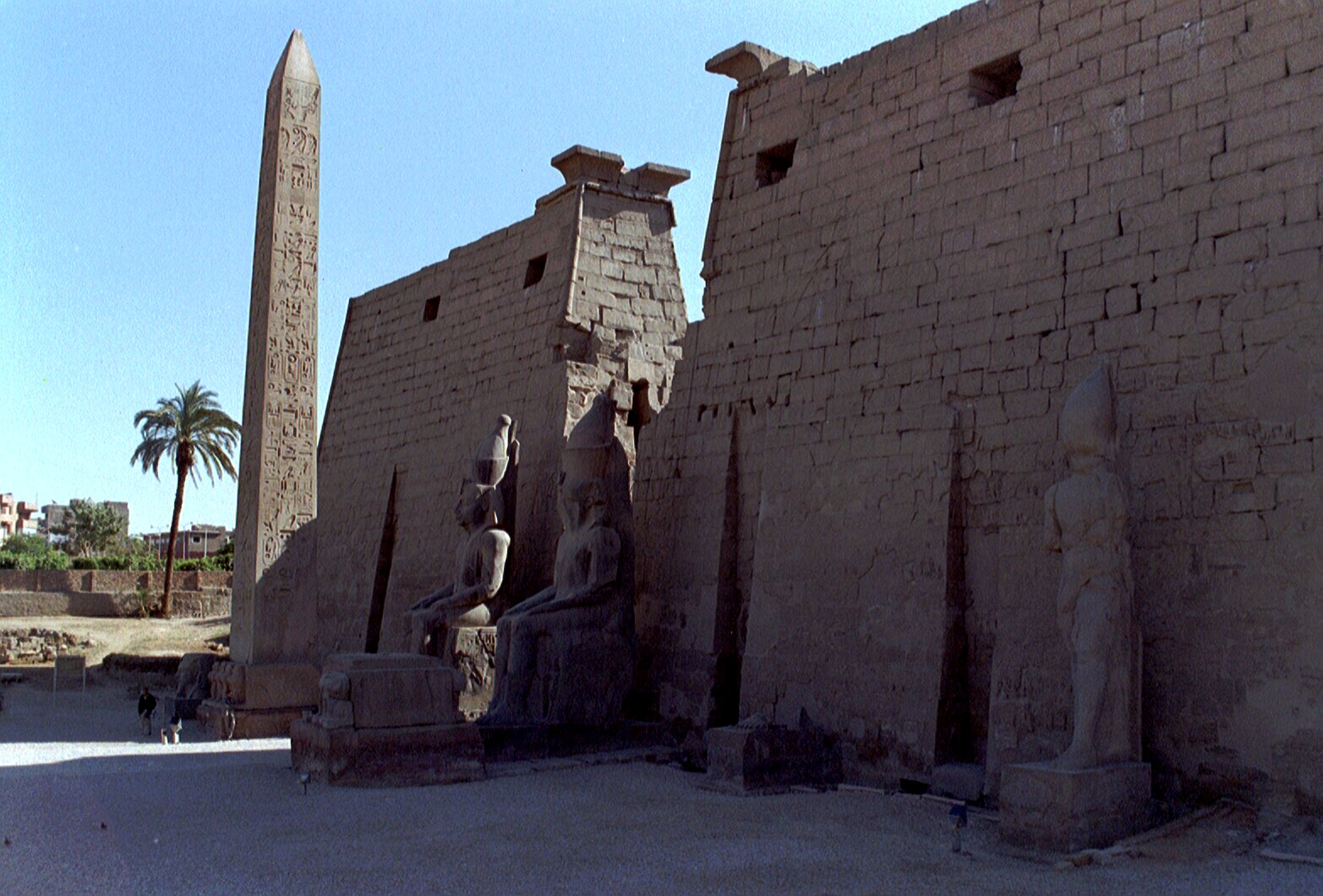
Vstup do chrámu, kde obelisk původně stával
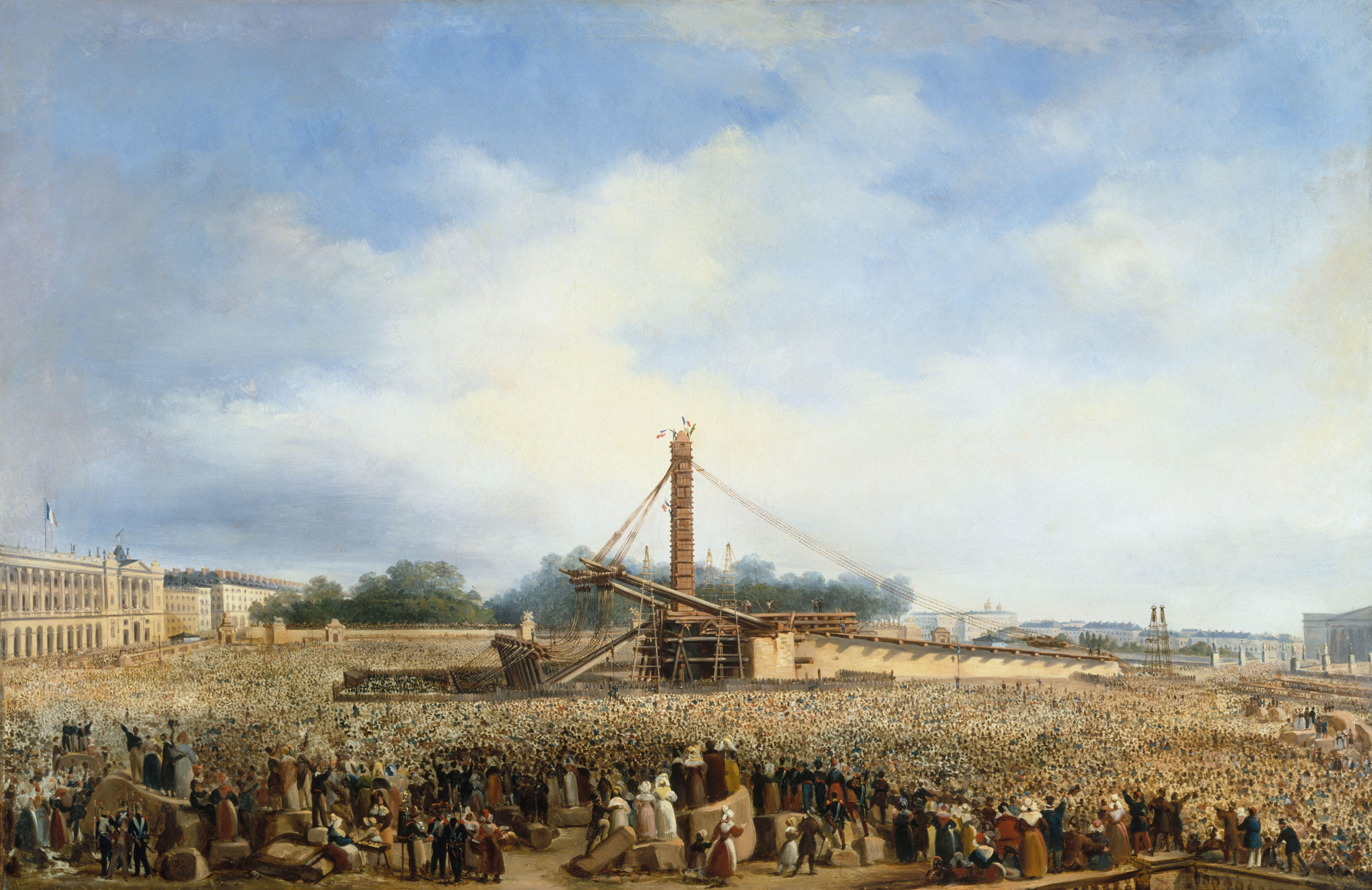
Vztyčování obelisku
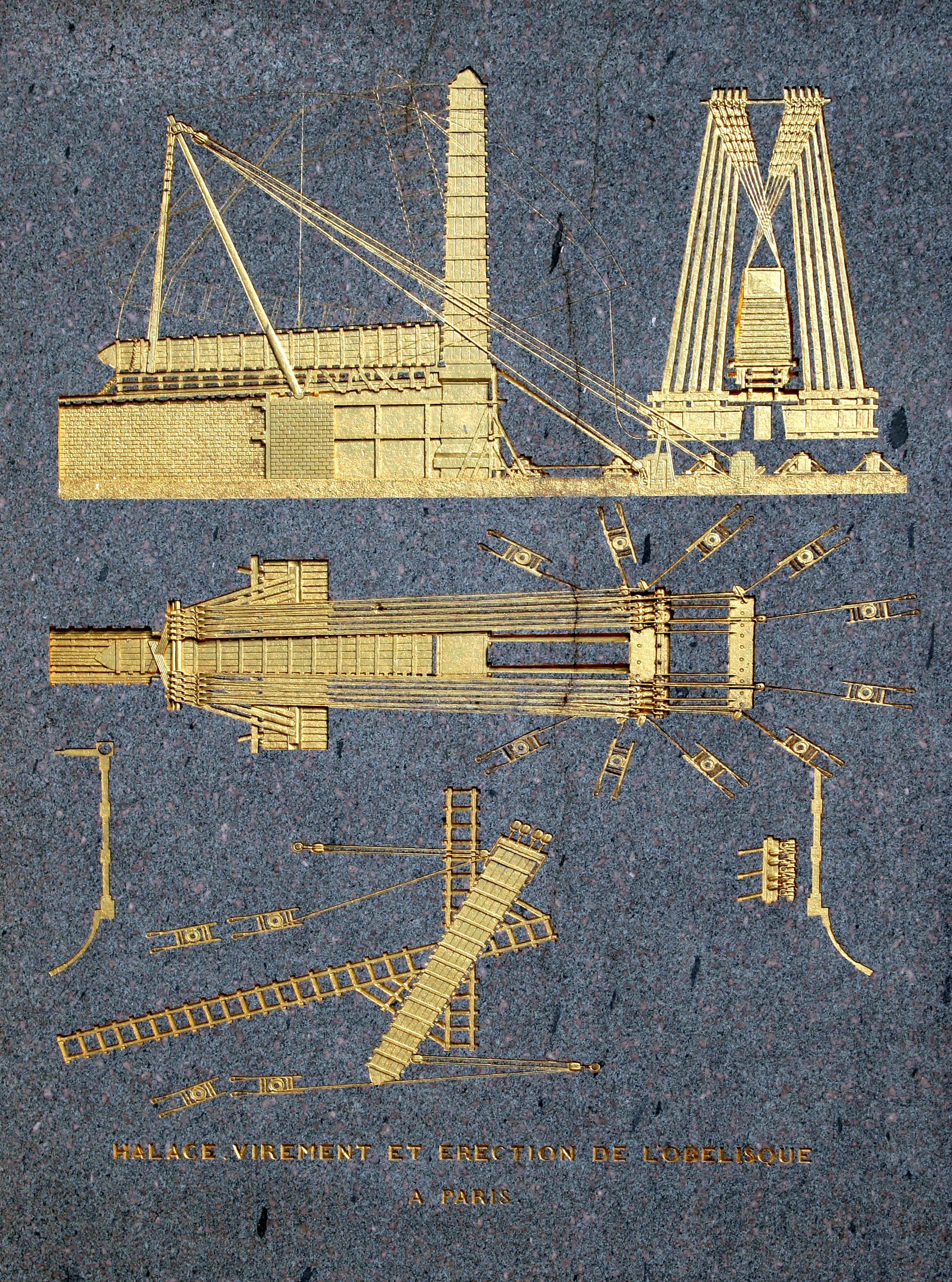
Nákres na podstavci
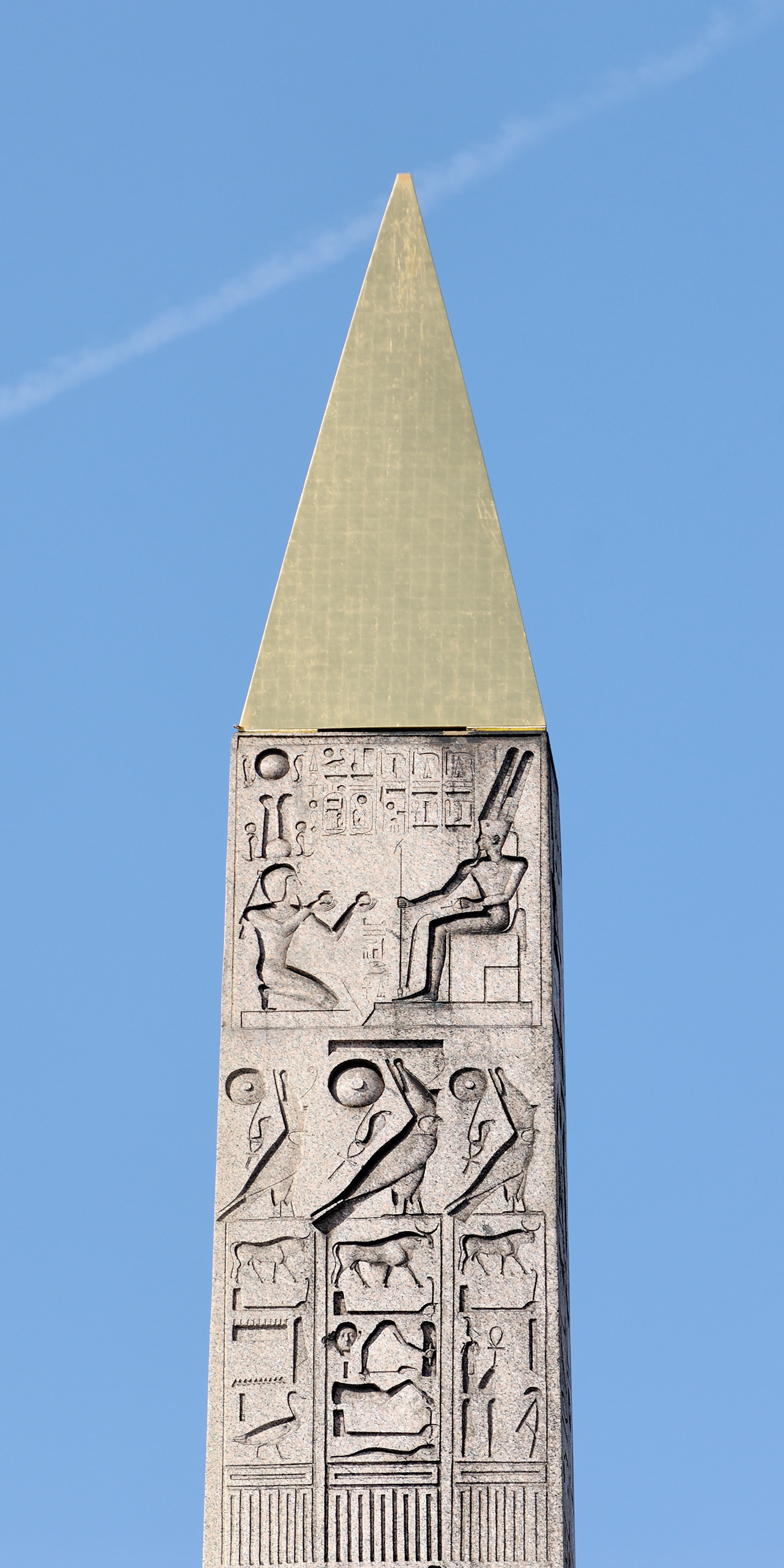
Detail pozlacené špice
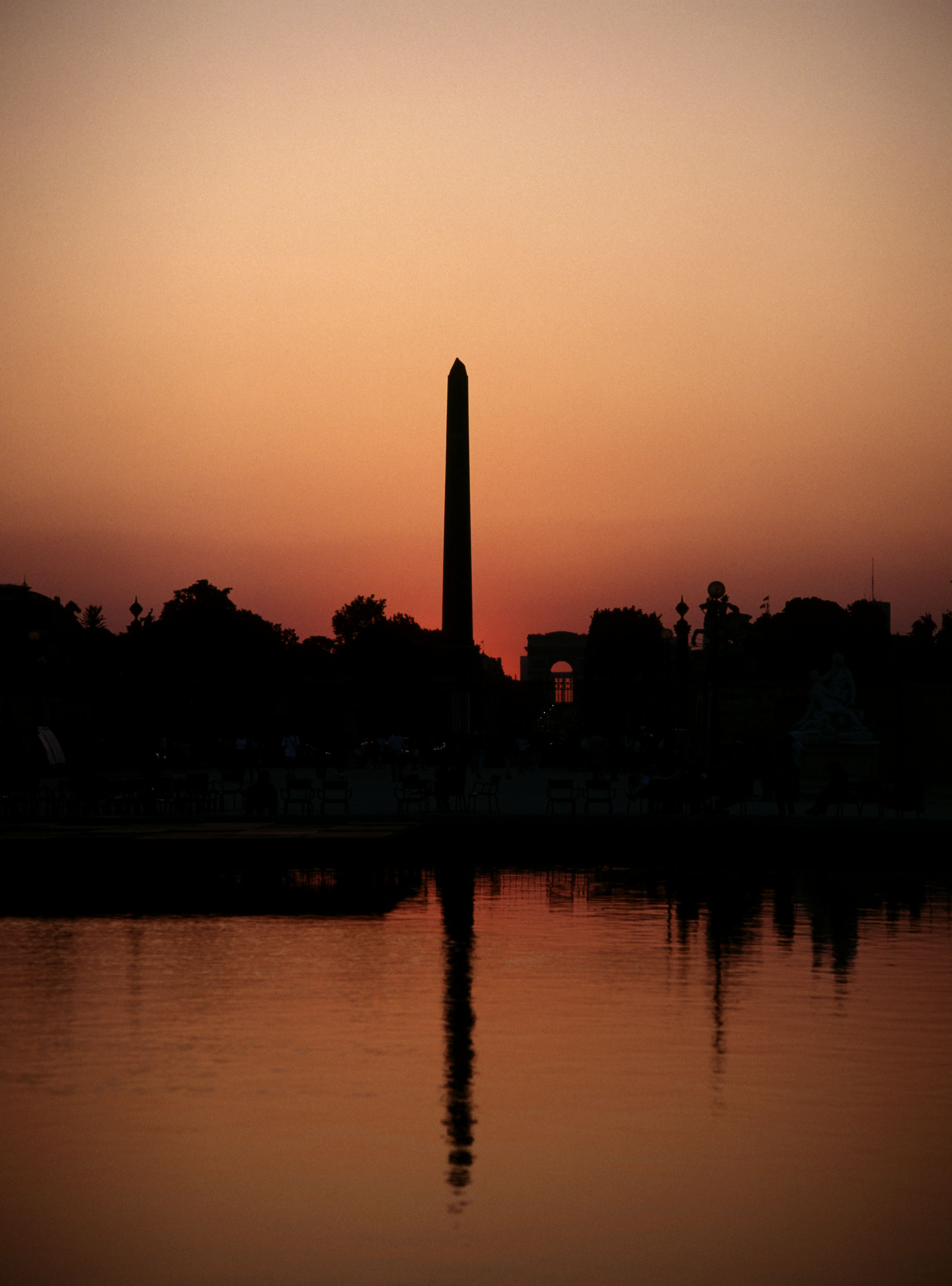
Obelisk při západu slunce